# 카살루체
카사루체(이탈리아어: Casaluce)는 이탈리아 캄파니아주 카세르타도에 있는 코무네이다. 나폴리로부터 북쪽으로 20km, 카세르타에서 남서쪽으로 13km 거리에 있다.